# José Bustamante y Ballivián
José Bustamante y Ballivián fue un periodista, político, director de cine y guionista peruano.

## Su trabajo en Cinematografía Valle
Instalado en Argentina trabajó para el empresario cinematográfico Federico Valle que entre 1914 y 1915 instaló un laboratorio para colocar los títulos a películas extranjeras -todavía sin sonido- y producía películas de propaganda comercial. A estas últimas Bustamante y Ballivián les daba tal originalidad y valores didácticos que en algunos casos llegaron a exhibirse centenares de veces, en ocasiones reclamadas por el público.

## Película en las Orcadas del Sur
En 1924 José Manuel Moneta que iba a trabajar durante 1925 en el observatorio meteorológico permanente creado en 1904 acordó con  Valle hacer una filmación en las islas Orcadas. Con esas tomas Bustamante "montó" una simpática historia sobre una familia de pingüinos y si bien  posteriormente la película se quemó se la pudo rehacer con una nueva filmación de Moneta.

## Película de boxeo
José Bustamante escribió el libro para la película muda El Toro salvaje de las Pampas producida por Valle y dirigida por el director italiano, Carlo Campogalliani que fue uno de los mayores éxitos de la empresa. El título aludía al apodo de Luis Ángel Firpo, boxeador que en ese momento gozaba de enorme popularidad después de la legendaria pelea en que sacó del ring de un puñetazo al campeón mundial Jack Dempsey. El filme, que incluyó muchas peleas -unas ficticias y otras auténticas tomadas del Film Revista sigue la historia de un pugilista que deja el boxeo para olvidar una desgracia, pero vuelve a pelear cuando su hijo enfermo necesita remedios.

## Con estilo Griffith
En 1922  Bustamante y Ballivián dirigió el filme mudo Milonguita con un guion propio basado en el personaje del tango del mismo nombre de Enrique Pedro Delfino, utilizando juegos de planos, acción paralela, contraluces y demás invenciones del director D. W. Griffith de quien era admirador. El papel protagónico correspondió a María Esther Lerena. Finalmente en 1930  Bustamantey Ballivián codirigió con Arturo S. Mom la película El drama del collar que por deficiencias de sonido nunca fue estrenada.

## El noticieroFilm RevistaValle
Bustamante y Ballivián colaboró en la edición de textos del Film Revista Valle, el primer noticiero argentino que durante diez años consecutivos apareció semanalmente y que con la llegada del sonido, en junio de 1930, pasó a llamarse Actualidades Sonoras Valle.

## Riachuelo
En 1934 se estrenó Riachuelo, película dirigida por Luis José Moglia Barth  que para el crítico Domingo Di Núbila fue “la mejor película sonora hasta ese momento”  y cuyo argumento y guion fueron comenzados y terminados por Bustamante y Ballivián en una sola noche a cambio de $ 500.- pese a lo cual fueron los “de más sólida construcción entregados hasta entonces a un director de cine argentino, porque incluyó los componentes de trama, lógica caracterización, continuidad y dosificación de atracciones que evidencian la imaginación y profesionalidad de su autor.”.
El estudioso del cine Claudio España escribió que "El argumento encomendado al peruano José Bustamante Balliban ... fue el guion más cinematográfico entre los producidos en Buenos Aires hasta la fecha si bien muchos de sus componentes salían del sainete y del tango, todos los personajes se volvían queríbles, eran humanos y tenían el aliento poético suficiente como para no quedar abandonados en la pantalla una vez que el espectador dejara la sala."

## Actividad política
Vuelto a su país, Bustamante y Ballivián se desempeñó como director del diario El Universal de Lima y en las elecciones del 22 de octubre de 1939 fue elegido senador por Amazonas.

## Filmografía
Director
- El drama del collar (inédita -1930)
- Milonguita (1922)
- Patagonia (1920)
- Allá en el sur (1920)

Guionista
- Riachuelo(1934)
- El Toro Salvaje de las Pampas (1924)[1]
- Milonguita (1922)